# Sibil·la (prenom)
Sibil·la o Sibília és un prenom femení català. Ve del cognom llatí Sabellia, segons qualques fonts, mes també pot ésser relacionat amb el mot sibil·la, és a dir, profetessa que vindria del llatí Sibylla. La festa onomàstica catòlica es pot celebrar el 23 de març

## Difusió
Aquest prenom és tradicional en català i en altres llengües europees. En català, però, més enllà de l'edat mitjana no tingué gaire difusió.
Variants: Sibília, Sebília, Sibila, Sebèlia, Sibilina 
Variants en altres llengües:
- Alemany: Sibylla, Sibylle, Sybille
- Anglès: Sibyl, Cybill, Sybella, Sybil
- Espanyol: Sibila, Sibilia[2]
- Francès: Sibylle, Sybille
- Grec: Sibylla
- Hongarès: Szibilla
- Italià: Sibilla
- Occità: Sibilha[4]
- Polonès: Sybilla
- Suec: Sibylla

## Biografies
- Sibil·la de Barcelona (1035-1074), duquessa consort de Borgonya
- Sibil·la de Mataplana (s.XII), dona de Guilhem VI de Montpelier
- Sibil·la d'Anjou (1112 – 1165), va ser comtessa consort de Flandes
- Sibil·la de Jerusalem (c.1160 - 1190), reina de Jerusalem
- Sibil·la d'Armènia (1240-1290), comtessa de Trípoli
- Sibil·la de Saga (1240-1320), noble catalana
- Sibil·la de Castellvell (?-21 de febrer de 1329), abadessa del monestir de Santa Maria d'Alguaire
- Sibil·la I de Pallars Sobirà (1282 - 1330), comtessa de Pallars Sobirà
- Sibil·la d'Anglesola (s.XIV), abadessa del monestir de Santa Maria de Vallbona de les Monges
- Sibil·la de Fortià (c.1350 - 1406), reina consort de la Corona d'Aragó
- Sibil·la d'Anhalt (1564-1614), noble alemanya
- Sibil·la de Saxònia-Coburg Gotha (1908-1972), princesa de Suècia

### Versió Sybil
- Sybil Seely, actriu

### Versió Sibylle
- Sybille Bammer, jugadora de tennis austríaca

## Mitologia
- Sibil·la, personatge mitològic

## Música
- Cant de la Sibil·la, drama litúrgic i cant gregorià

## Curiositats
Sibília era també la denominació catalana antiga de la ciutat espanyola de Sevilla.